# St-Quiriace (Provins)

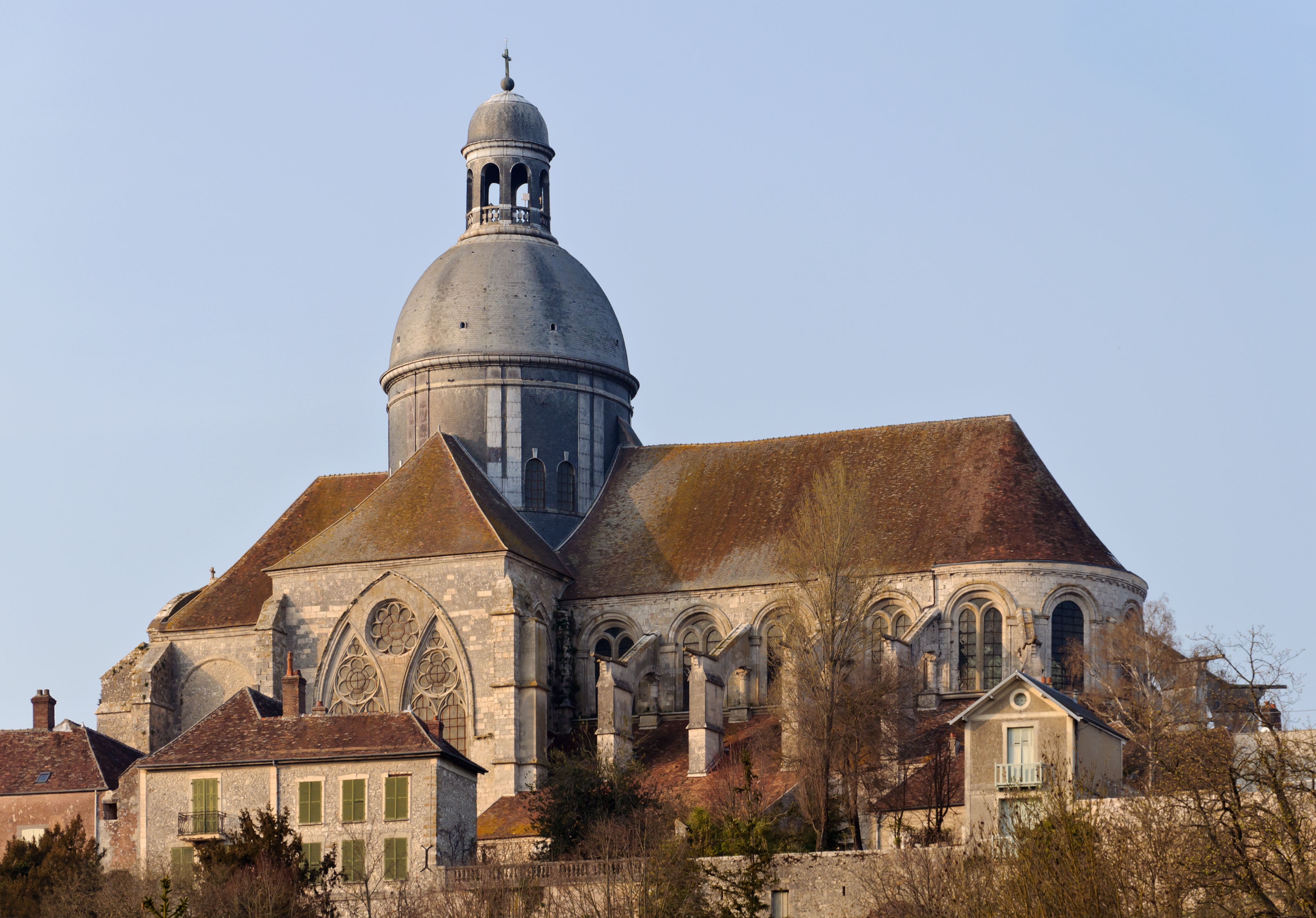
Kollegiatkirche Saint-Quiriace

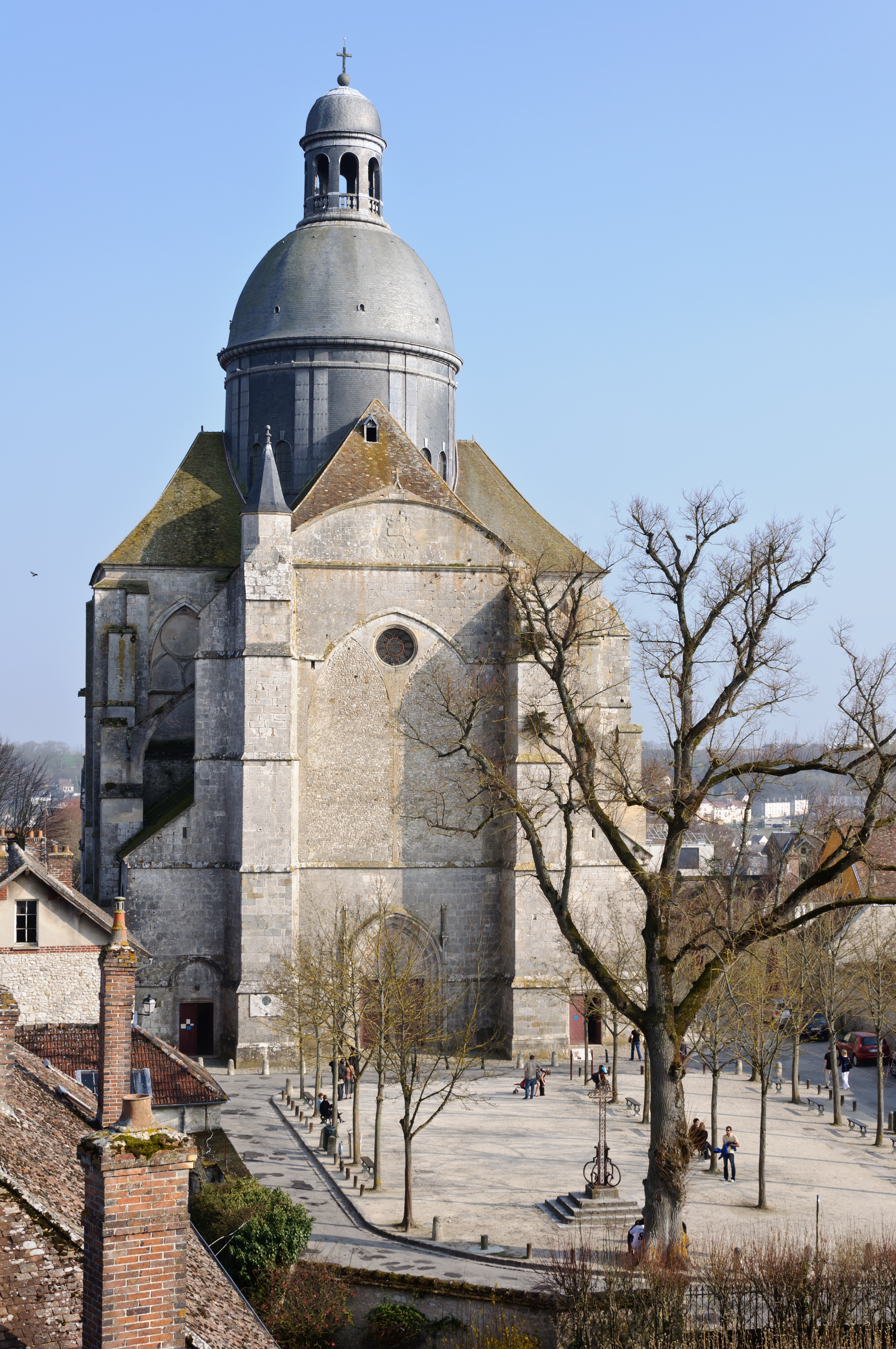
Westfassade

Die römisch-katholische Stiftskirche Saint-Quiriace in Provins, einer Stadt im Département Seine-et-Marne in der französischen Region Île-de-France, wurde im 12. Jahrhundert im Stil der Romanik begonnen. Sie war größer geplant als die Kathedrale von Sens und fast so groß wie die Kathedrale Notre-Dame in Paris, allerdings wurde sie niemals vollendet. Die Kirche besteht nur aus dem Chor mit Chorumgang, einem Querhaus und zwei Langhausjochen. Im Jahr 1840 wurde die Kirche als geschütztes Baudenkmal in die Liste der Monuments historiques (Base Mérimée) aufgenommen.

## Geschichte
Bereits in merowingischer Zeit wird in der Oberstadt von Provins eine Kirche vermutet, die ursprünglich als Pfarrkirche diente. Hier wurde der Märtyrer Judas Cyriacus (Quiriace) verehrt, ein Jude, der nach der Legende zur Auffindung des Kreuzes Christi beigetragen haben soll. Danach soll er zum Christentum übergetreten sein, wurde Bischof von Jerusalem und später als Märtyrer hingerichtet. Seine Kopfreliquie gelangte 1206 nach Provins.
Im ersten Drittel des 11. Jahrhunderts, unter dem Grafen Odo II. von Blois († 1037), wurde bei der Cyriacus-Kirche ein Stift für Säkularkanoniker gegründet, das die Aachener Regel annahm. Der Palast der Grafen von Blois (heute Lycée Thibaud de Champagne) schloss sich direkt an die Kirche an.
Graf Theobald der Große (1093–1152), der die Kollegiatstifte seiner Grafschaft nach der Regel des heiligen Augustinus reformieren wollte, setzte auch in Saint-Quiriace die Niederlassung regulierter Chorherren durch. Diese konnten sich allerdings nicht gegen die weltlichen Chorherren behaupten und mussten das Stift bald wieder verlassen. Als Entschädigung wurde ihnen die Kirche Saint-Jacques des ehemaligen Hôtel-Dieu zugewiesen, die sich ebenfalls in der Oberstadt befand.
Heinrich der Freigiebige (1126–1181) stattete das Stift reich mit Gütern aus und ließ nach dem Auszug der Regularkanoniker eine neue Kirche errichten, mit deren Bau um 1157 begonnen wurde. Innerhalb von zehn Jahren war der Chor fertiggestellt. Zu Beginn des 13. Jahrhunderts wurden das Querhaus und das östliche Langhausjoch errichtet. Aufgrund der nachlassenden Bedeutung der Messen der Champagne und der geringeren Einnahmen mussten die Bauarbeiten Ende des 13. Jahrhunderts eingestellt werden.
Im Jahr 1504 weihte der Erzbischof von Sens Tristan de Salazar die Kirche. Erst im 16. Jahrhundert vollendete man das westliche Langhausjoch und 1625 schloss man das Schiff mit der heutigen Westfassade, da für den Weiterbau die Mittel fehlten. Nachdem bei einem Brand im Jahr 1662 die Decke eingestürzt war, wurde das Langhaus neu eingewölbt und über der Vierung die heutige Kuppel errichtet.

## Architektur

### Außenbau

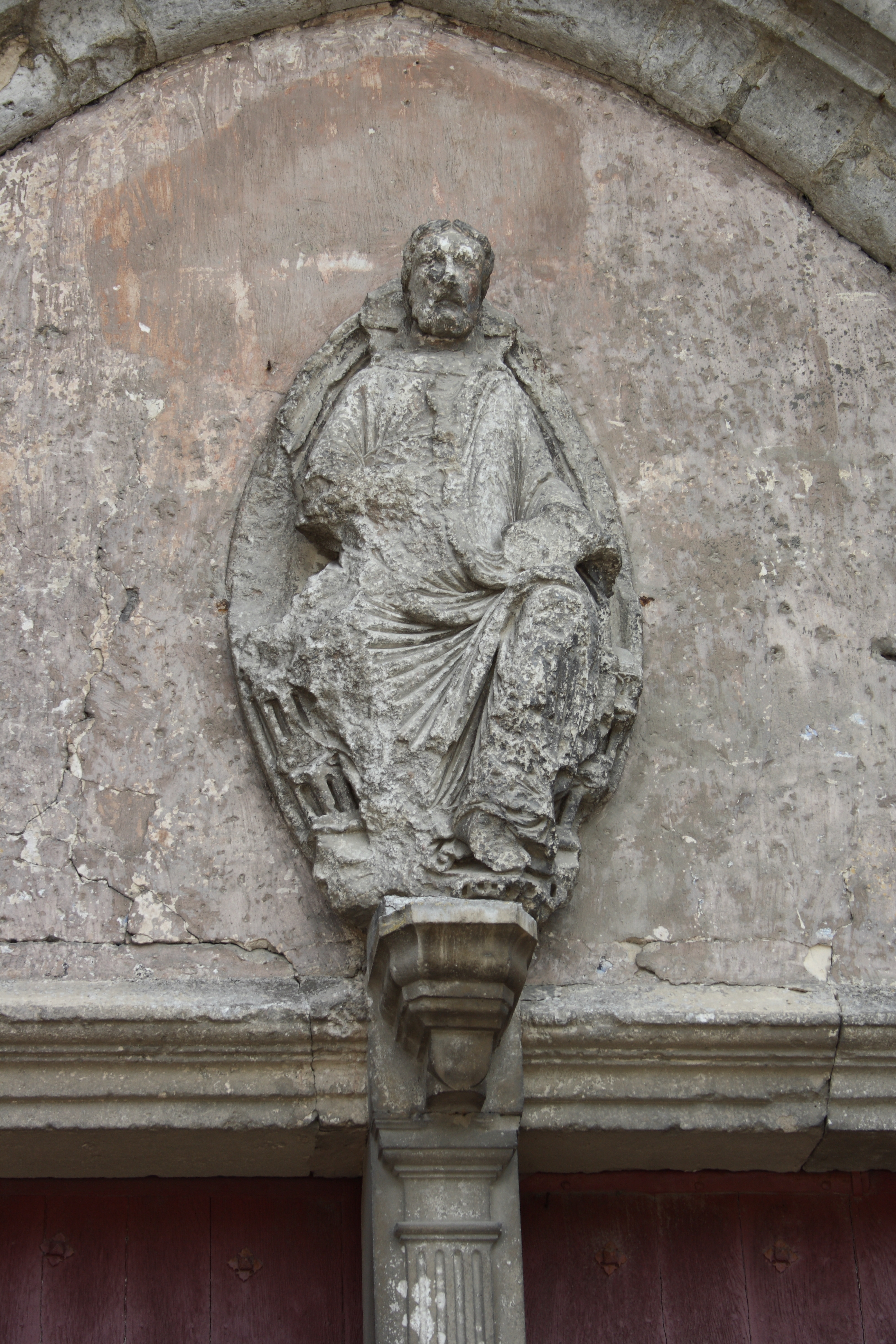
Majestas Domini über dem Westportal

Über der Vierung erhebt sich die weithin sichtbare, schiefergedeckte Kuppel aus dem 17. Jahrhundert, die von einer durchfensterten Laterne bekrönt wird. Ein Metallkreuz auf dem Vorplatz der Kirche steht an der Stelle des 1689 eingestürzten Glockenturms, der die Westfassade begrenzen sollte und der die ursprünglich geplanten Ausmaße des Kirchenschiffs markiert.
Der ehemalige Kapitelsaal aus dem 13. Jahrhundert an der Südseite des Chores wird heute als Sakristei genutzt.
Das Relief der Majestas Domini (Monument historique (Objekt) seit 1840) am Tympanon des Westportals stammt aus dem 13. Jahrhundert und gehörte ehemals zum Königsportal der fast vollständig zerstörten Kirche Saint-Thibault, die sich ebenfalls in der Oberstadt befand.
An der Südfassade ist ein zugemauertes Spitzbogenportal mit eingestellten Säulen erhalten, dessen Kapitelle mit Blättern und Tieren skulptiert sind.

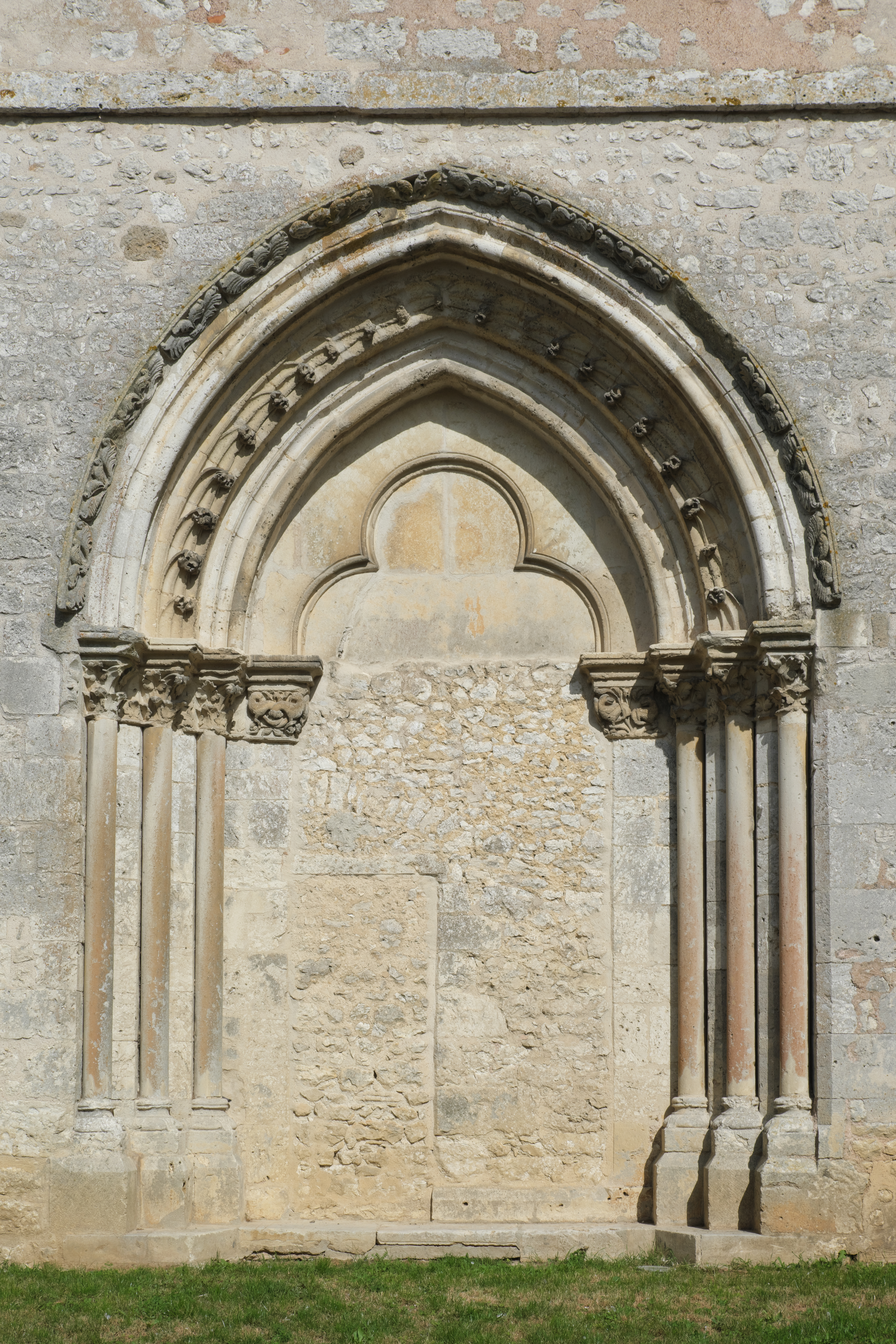
Südportal
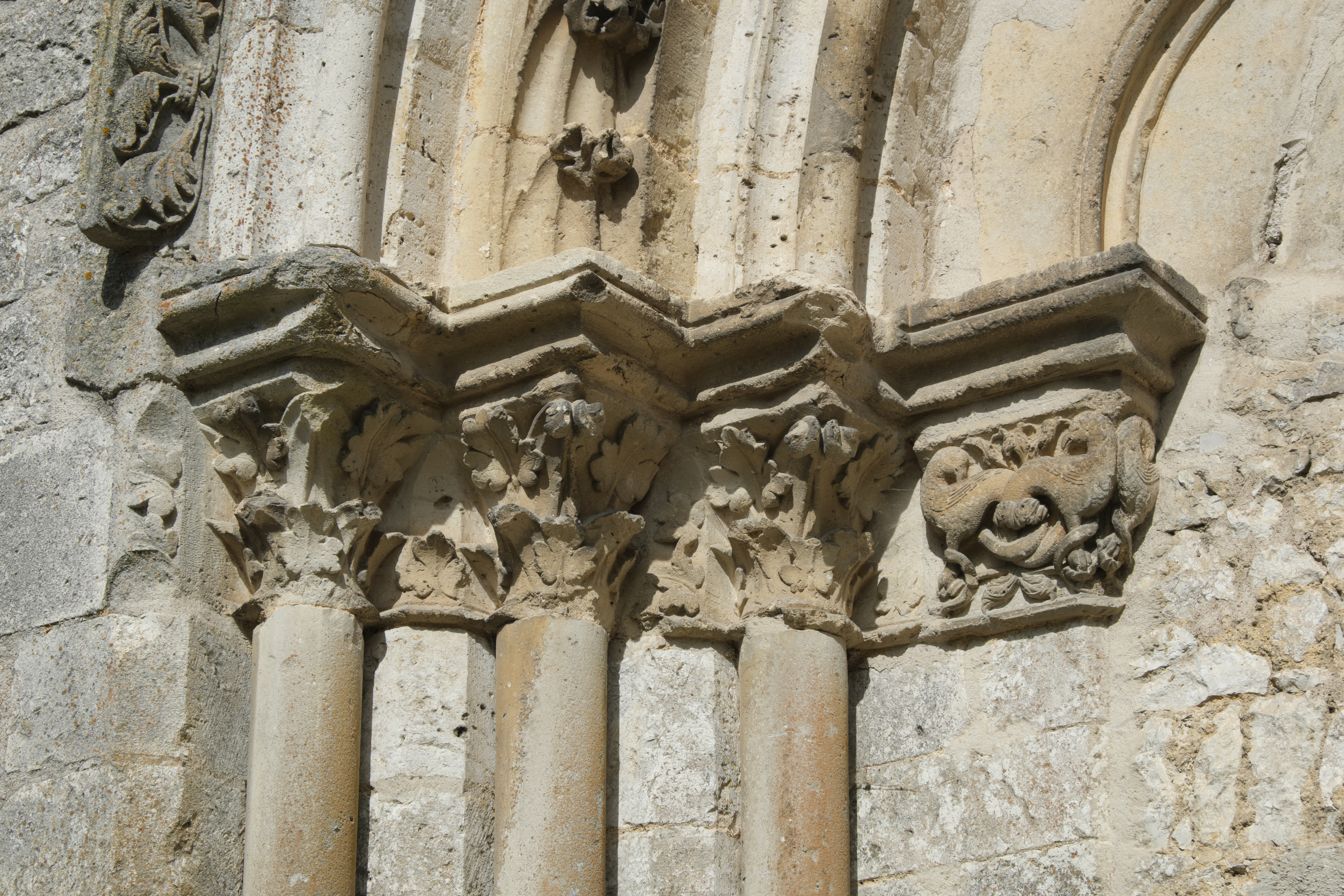
Kapitelle am Südportal (links)
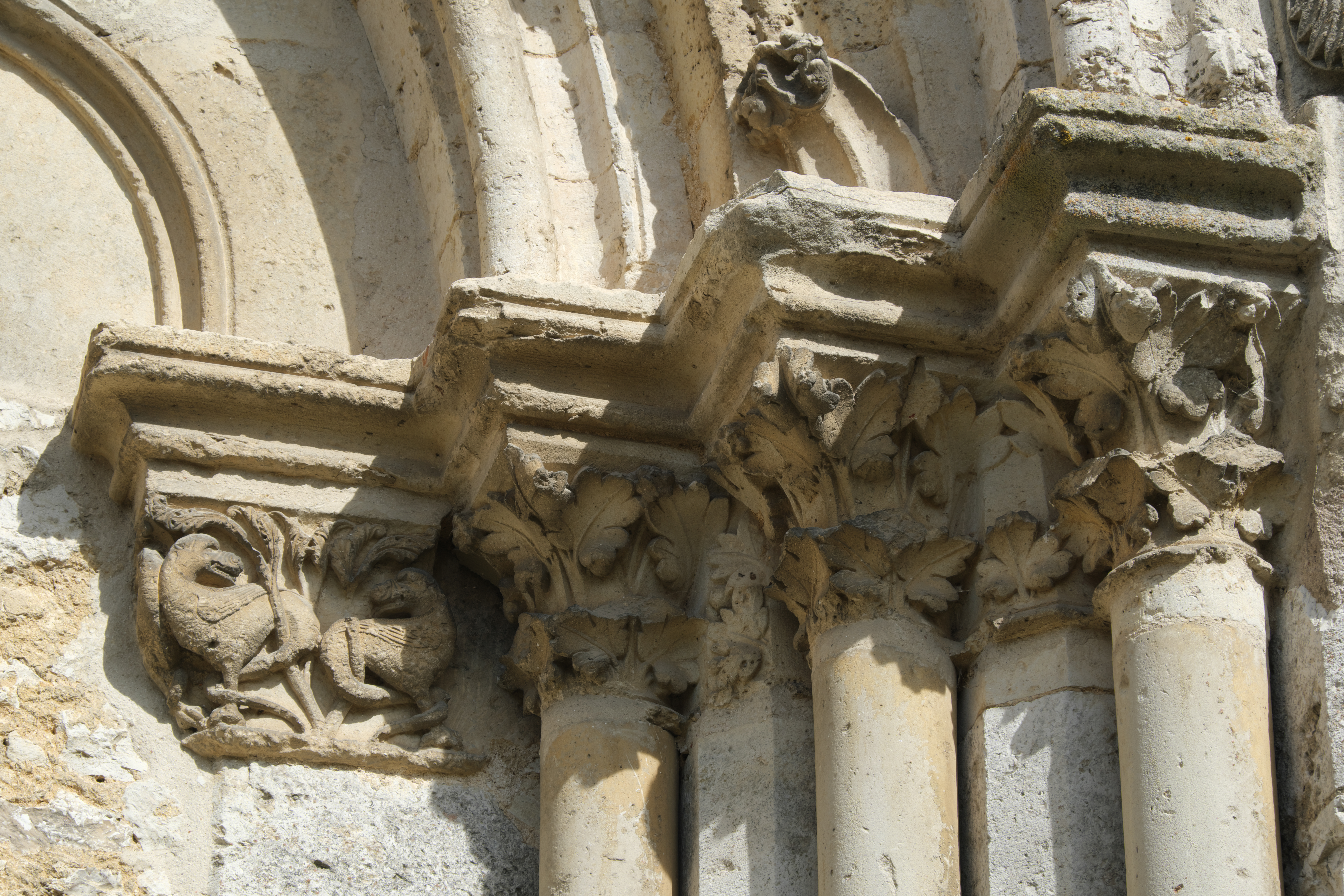
Kapitelle am Südportal (rechts)

### Innenraum

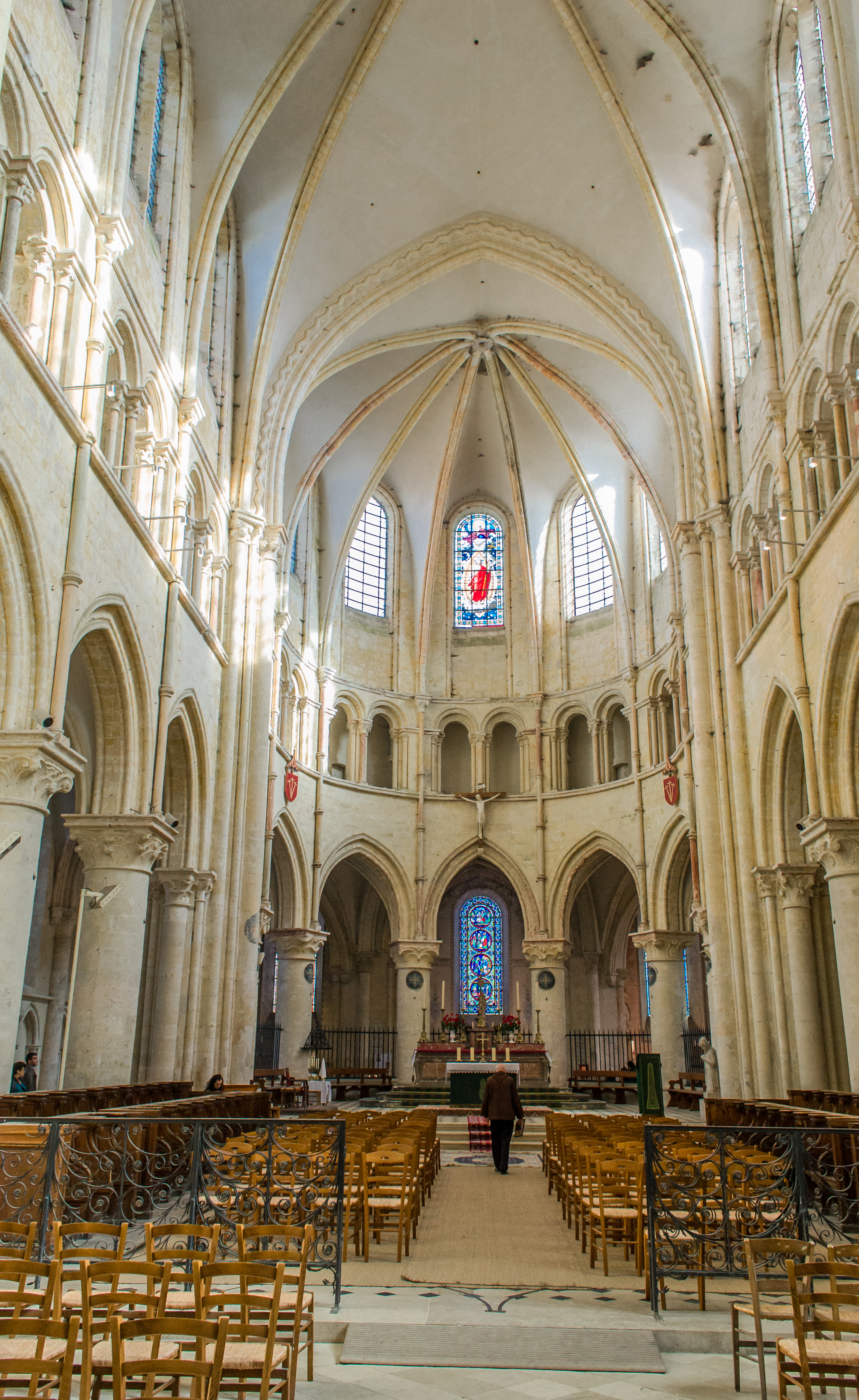
Innenraum

Das dreigeschossige Langhaus ist dreischiffig und besteht nur aus zwei Jochen. Es wird wie das Querhaus, das nicht über die Breite des Langhauses hinausragt, von einem Kreuzrippengewölbe gedeckt. Über der Arkadenzone verläuft ein Triforium, das im westlichen Joch von einem zugespitzten Zwillingsbogen durchbrochen wird. Im östlichen Joch weist das Triforium wie im Querhaus Zwillingsarkaden mit schlanken Mittelsäulen, Dreipassbögen und darüber eingeschnittenen Vierpassöffnungen auf. Es wird deshalb vermutet, dass das Triforium des östlichen Langhausjoches wie die Querhausarme im 13. Jahrhundert entstanden, während das Triforium des westlichen Langhausjoches wie die Westfassade im 16. Jahrhundert errichtet wurde.
An den Chor, der von zwei achtstrahligen Kreuzrippengewölben gedeckt wird, sind im Osten drei Kapellen mit geradem Schluss angebaut. Zum Chorumgang öffnen sich Spitzbogenarkaden, die auf kräftigen Säulen mit stilisierten Blattkapitellen aufliegen. Die Kapitelle im Chor weisen noch den Skulpturenschmuck des 12. Jahrhunderts auf. Die von Wülsten gerahmten Rundbögen der Zwillingsarkaden des Triforiums ruhen auf Pfeilern mit Säulenvorlagen, deren Kapitelle mit aufwändigem Blattdekor verziert sind.
Die im 17. Jahrhundert errichtete Kuppel über der Vierung ruht auf Pendentifs mit barocken Stuckreliefs, auf denen die vier Evangelisten mit ihren Symbolen dargestellt sind.

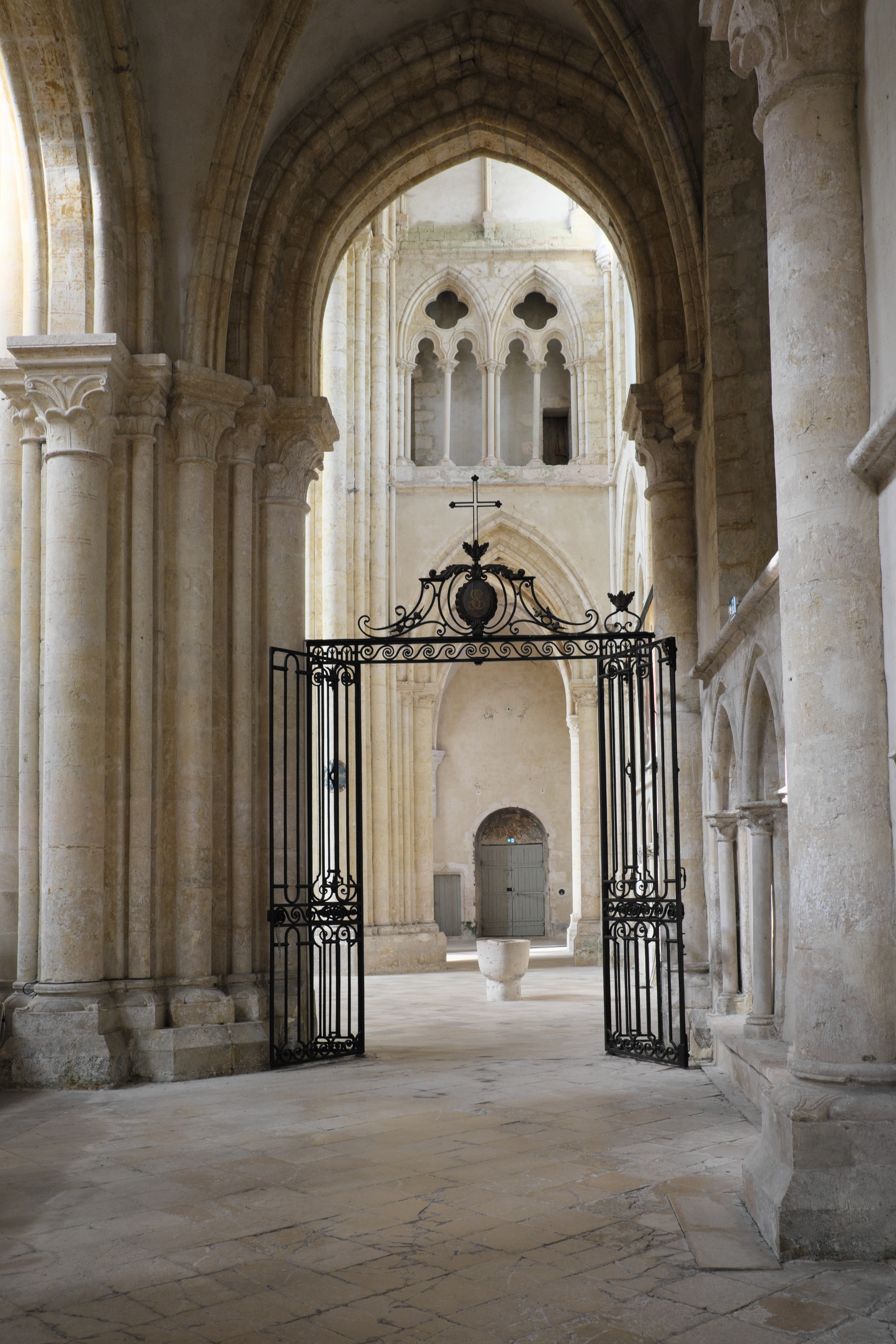
Nördliches Seitenschiff
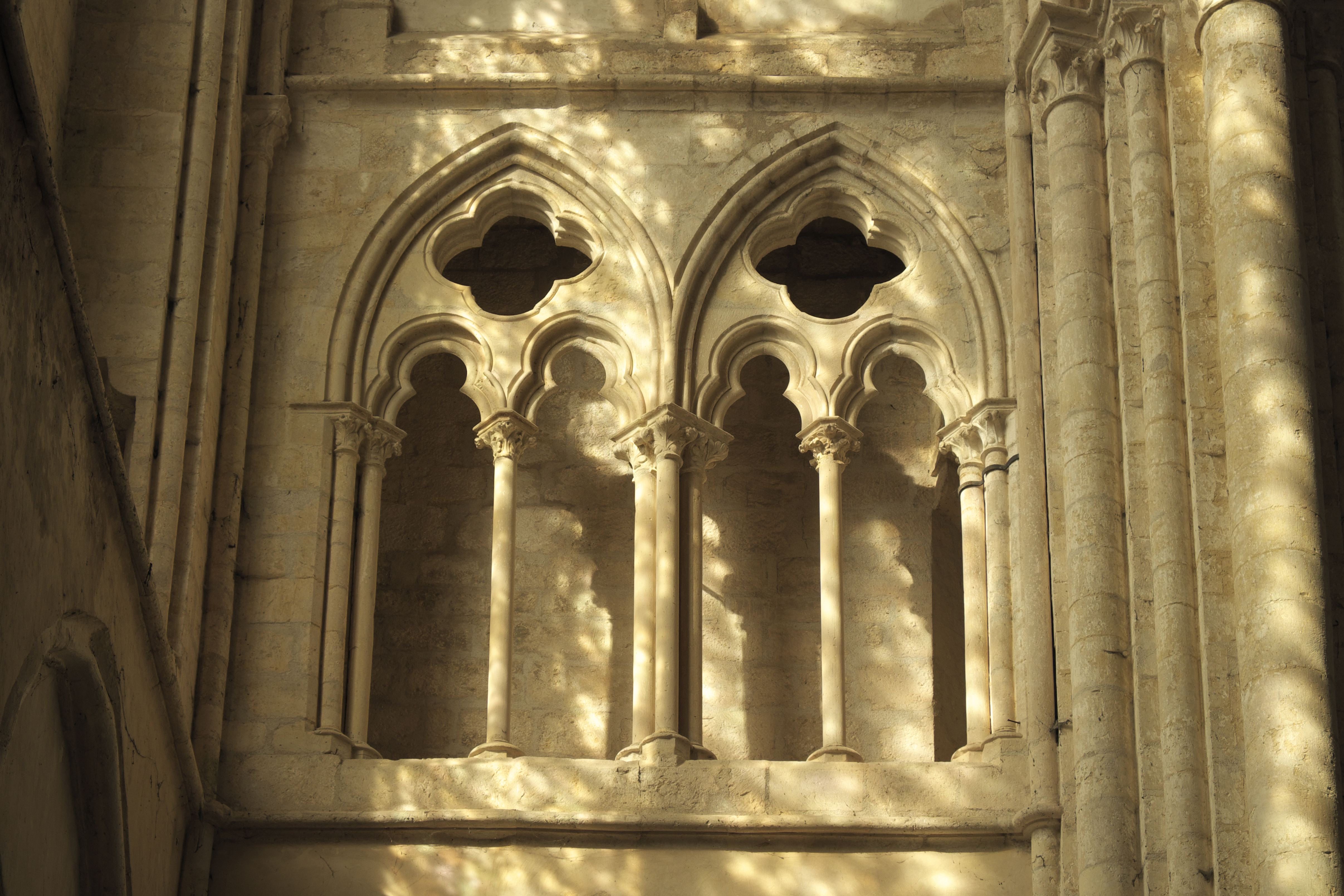
Triforium des südlichen Querhauses
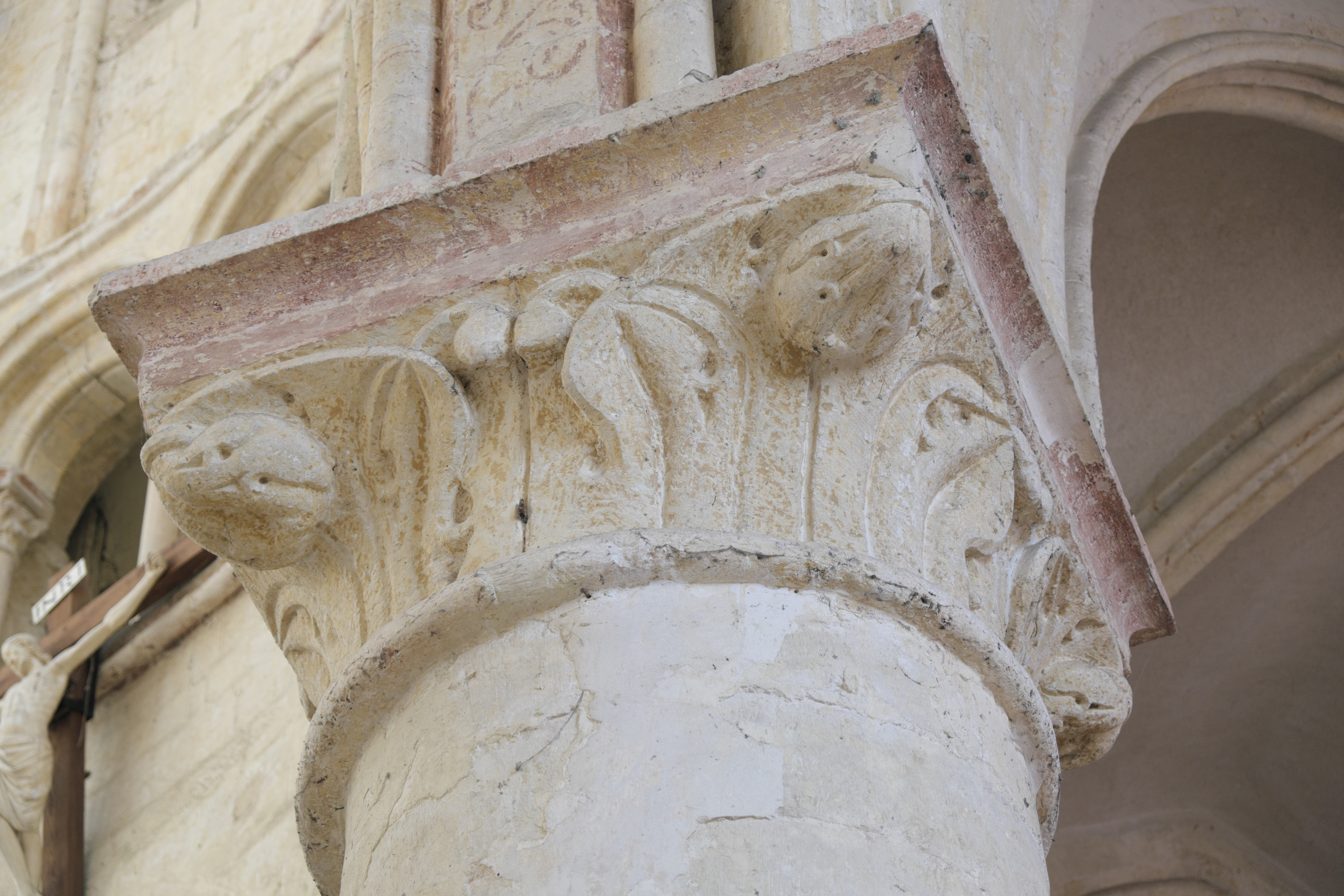
Kapitell am Chorumgang
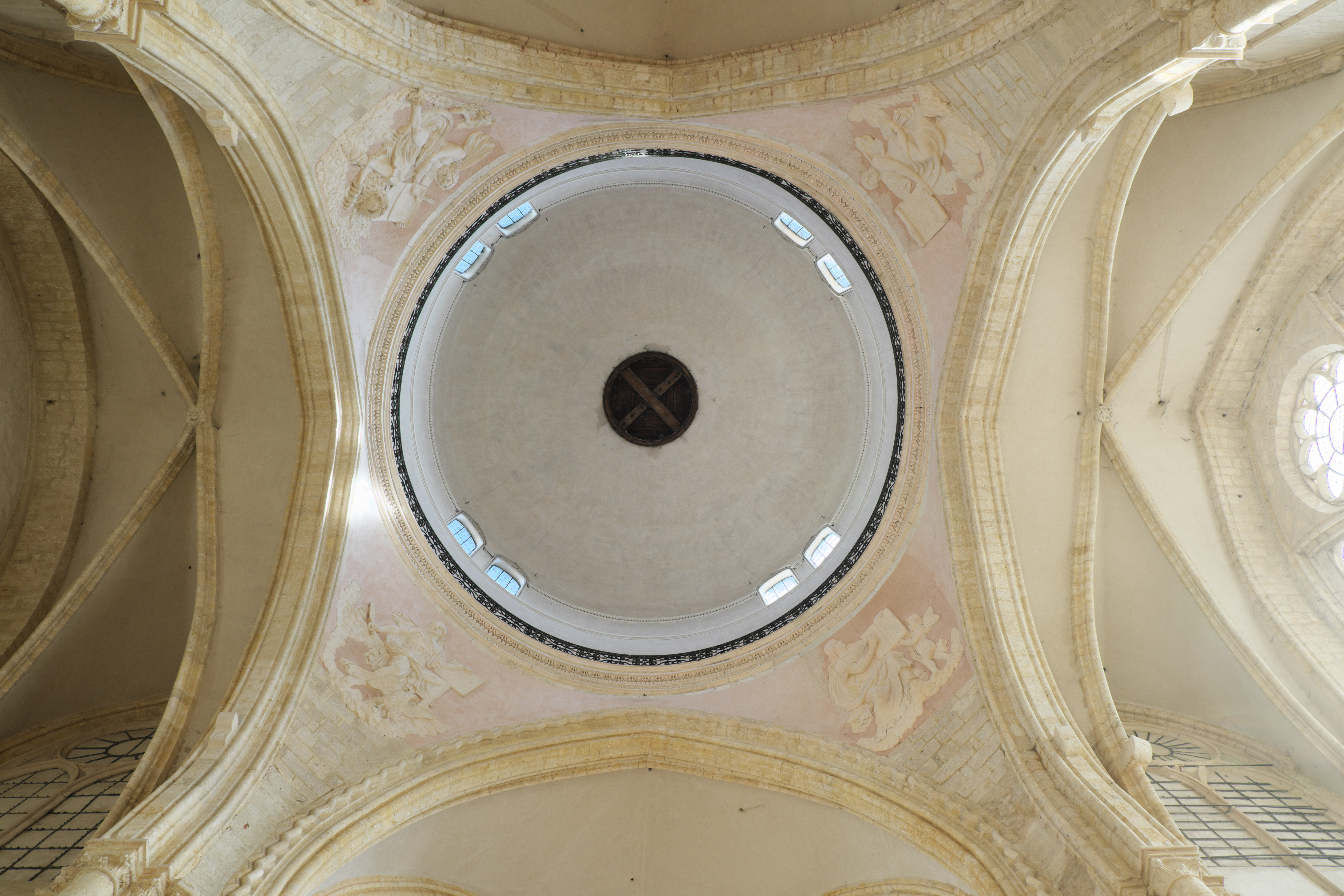
Kuppel

## Bleiglasfenster

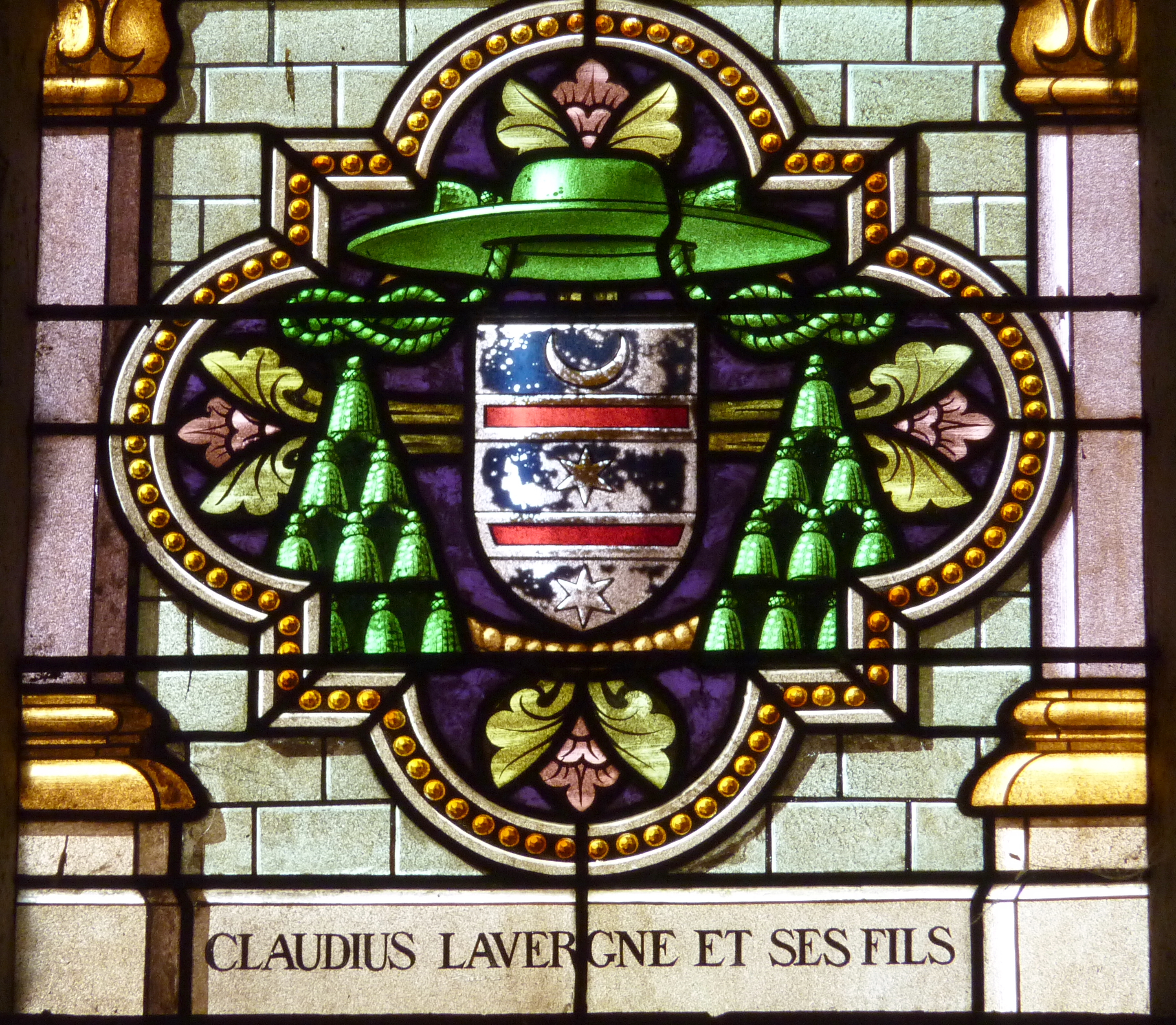
Wappen und Signatur

Die farbigen Bleiglasfenster der Chorkapellen wurden im 19. Jahrhundert im Stil mittelalterlicher Glasmalereien geschaffen. Ein Fenster trägt die Signatur des Glasmalers Claudius Lavergne, ein anderes die Inschrift „Paris MDCCCLXXXIV“ (1884). Auf den Fenstern sind Episoden aus den Heiligenlegenden dargestellt.
Ein Fenster erzählt Episoden aus dem Leben des Erzbischofs von Canterbury, Edmund Rich (1170/80–1240), seinen Konflikt mit dem englischen König Heinrich III., seinen Empfang in Frankreich durch den französischen König Ludwig den Heiligen und dessen Mutter Blanka von Kastilien und auf der obersten Szene seinen Tod.

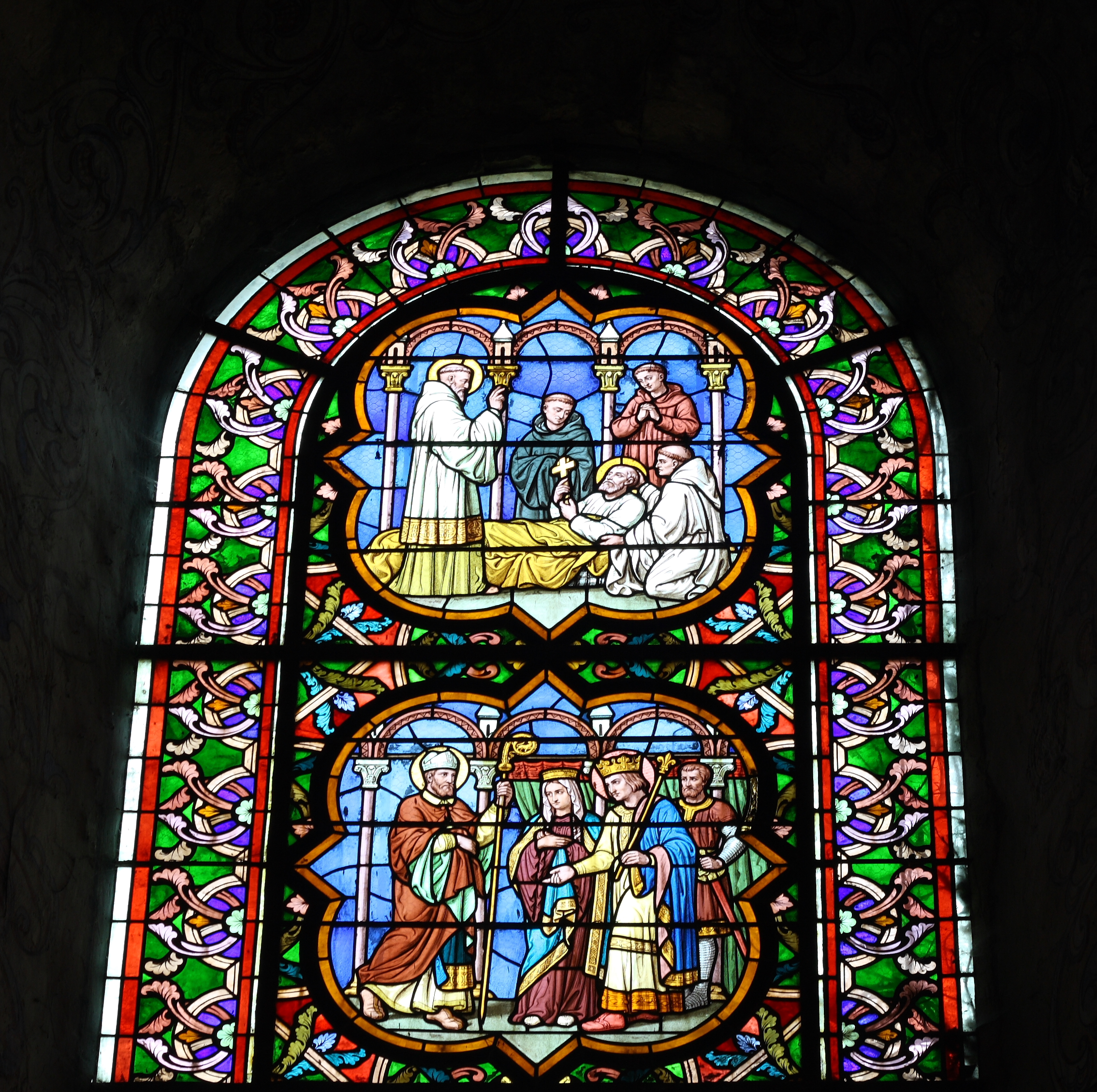
Empfang durch Ludwig den Heiligen und Blanka von Kastilien, Tod Edmunds (oben)
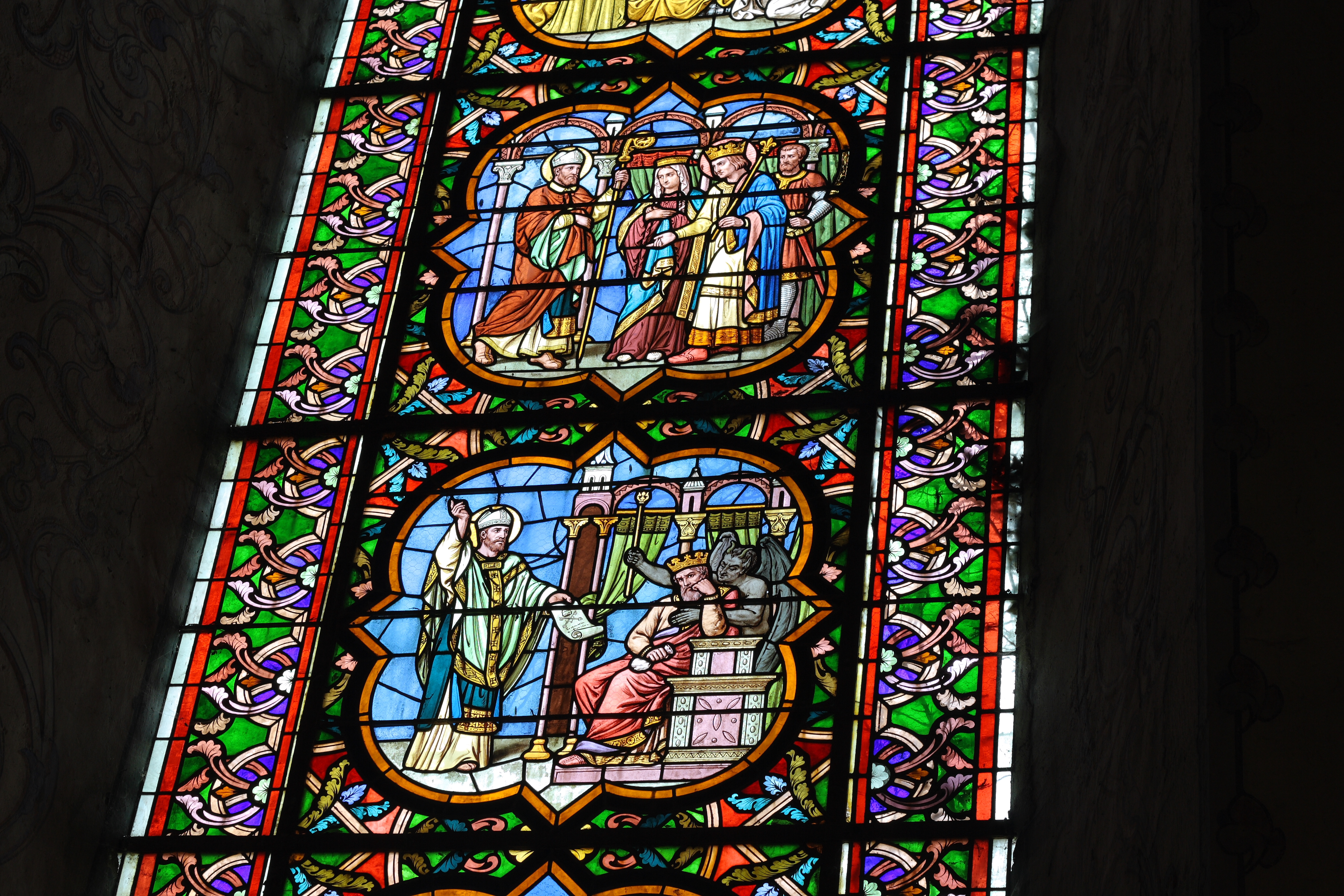
Edmund Rich und Heinrich III. (unten)
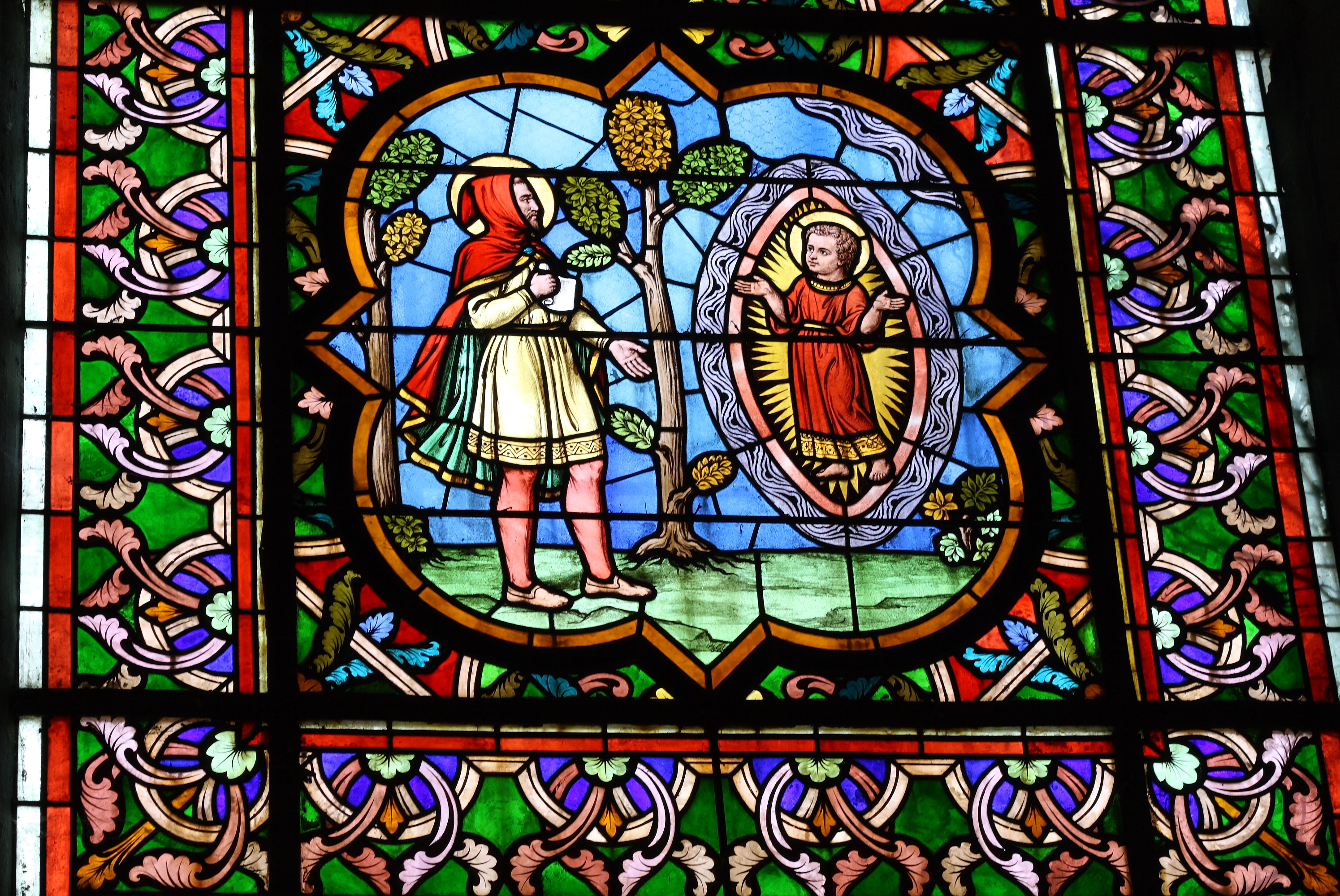
Szene aus der Kindheit von Edmund Rich

Ein  weiteres Fenster ist Judas Cyriacus, dem Schutzpatron der Kirche, gewidmet. Auf der unteren Szene wird dargestellt, wie Judas Cyriacus der heiligen Helena hilft, das Kreuz Christi zu finden. Die Szene darüber zeigt den zum Christentum übergetretenen Heiligen, der mittlerweile Bischof geworden ist, wie er sein Martyrium erleidet. Auf der folgenden Scheibe wird Judas Cyriacus in einem Kessel mit siedendem Öl gefoltert. Die obere Szene schildert die Überführung seiner Reliquien nach Provins.

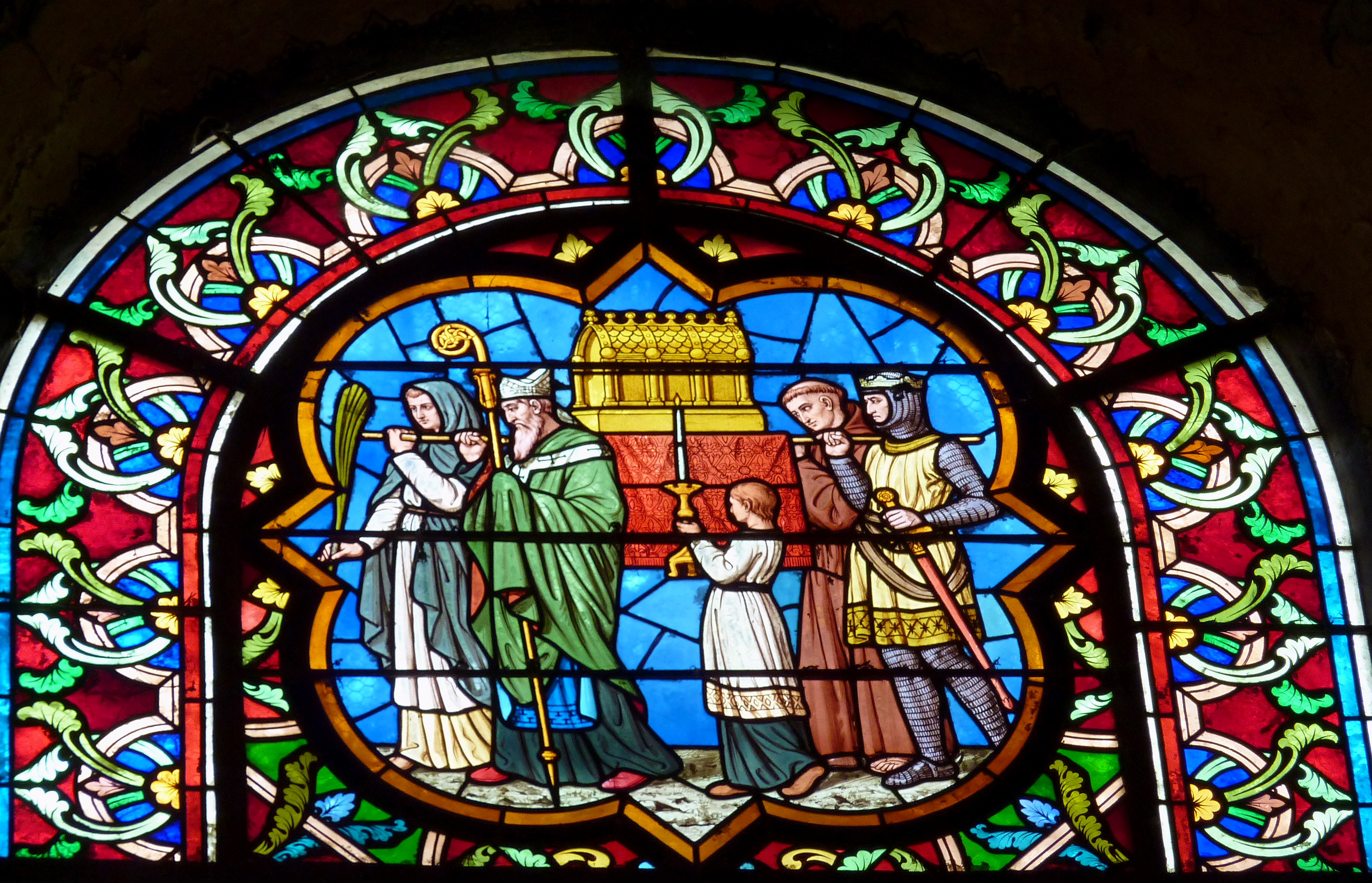
Überführung der Reliquien des Judas Cyriacus nach Provins
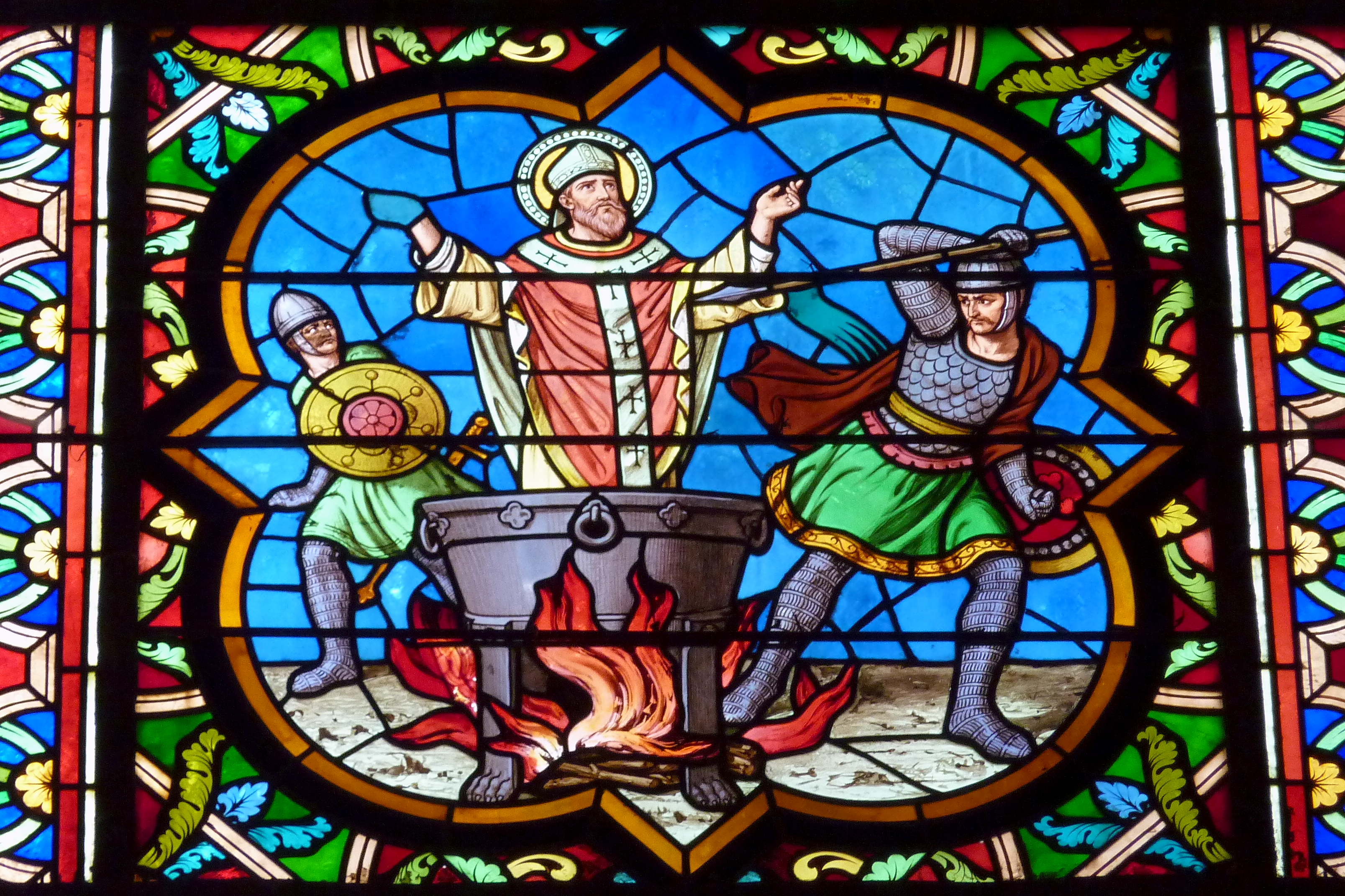
Judas Cyriacus in einem Kessel mit siedendem Öl
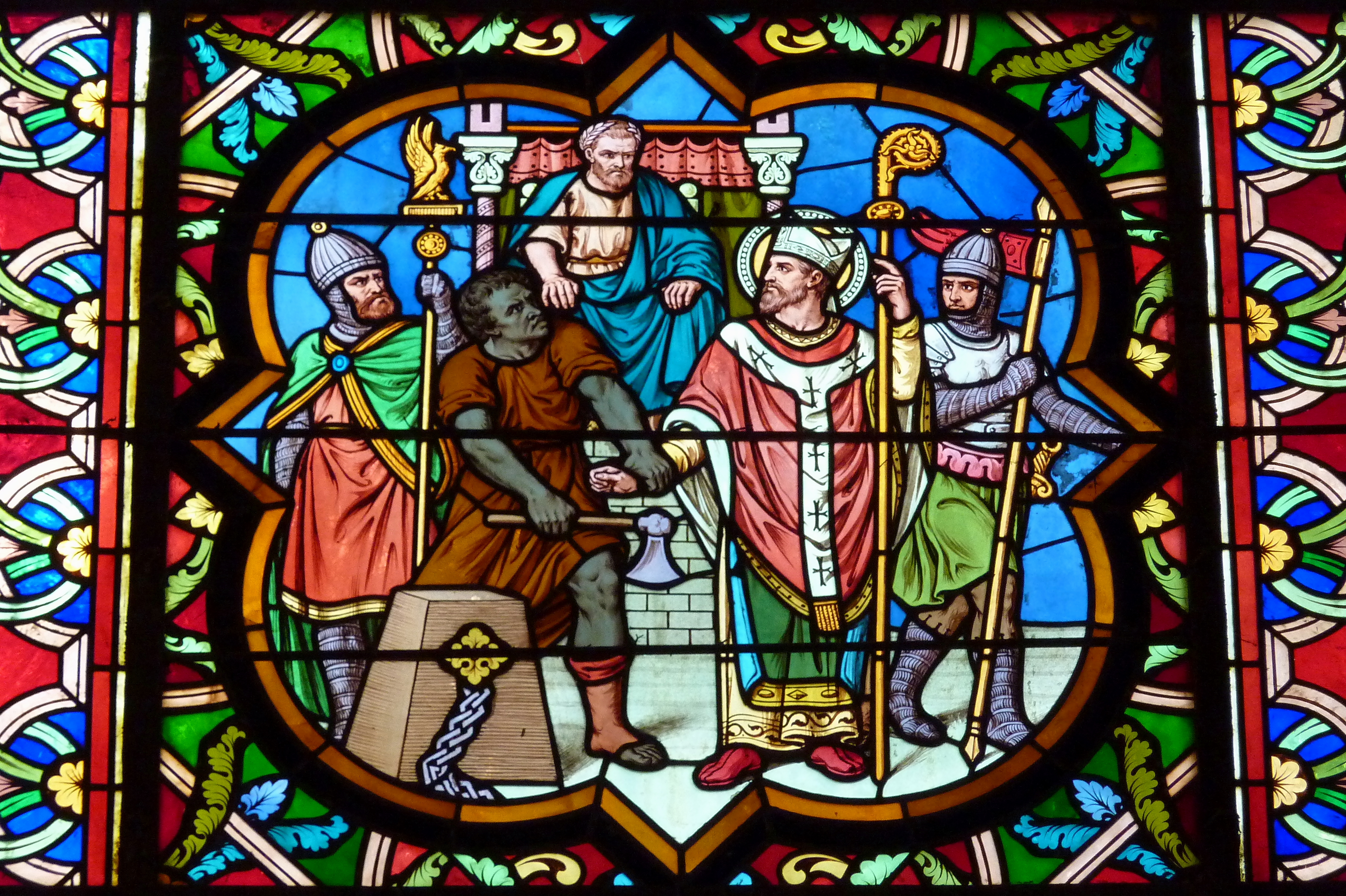
Judas Cyriacus erleidet das Martyrium
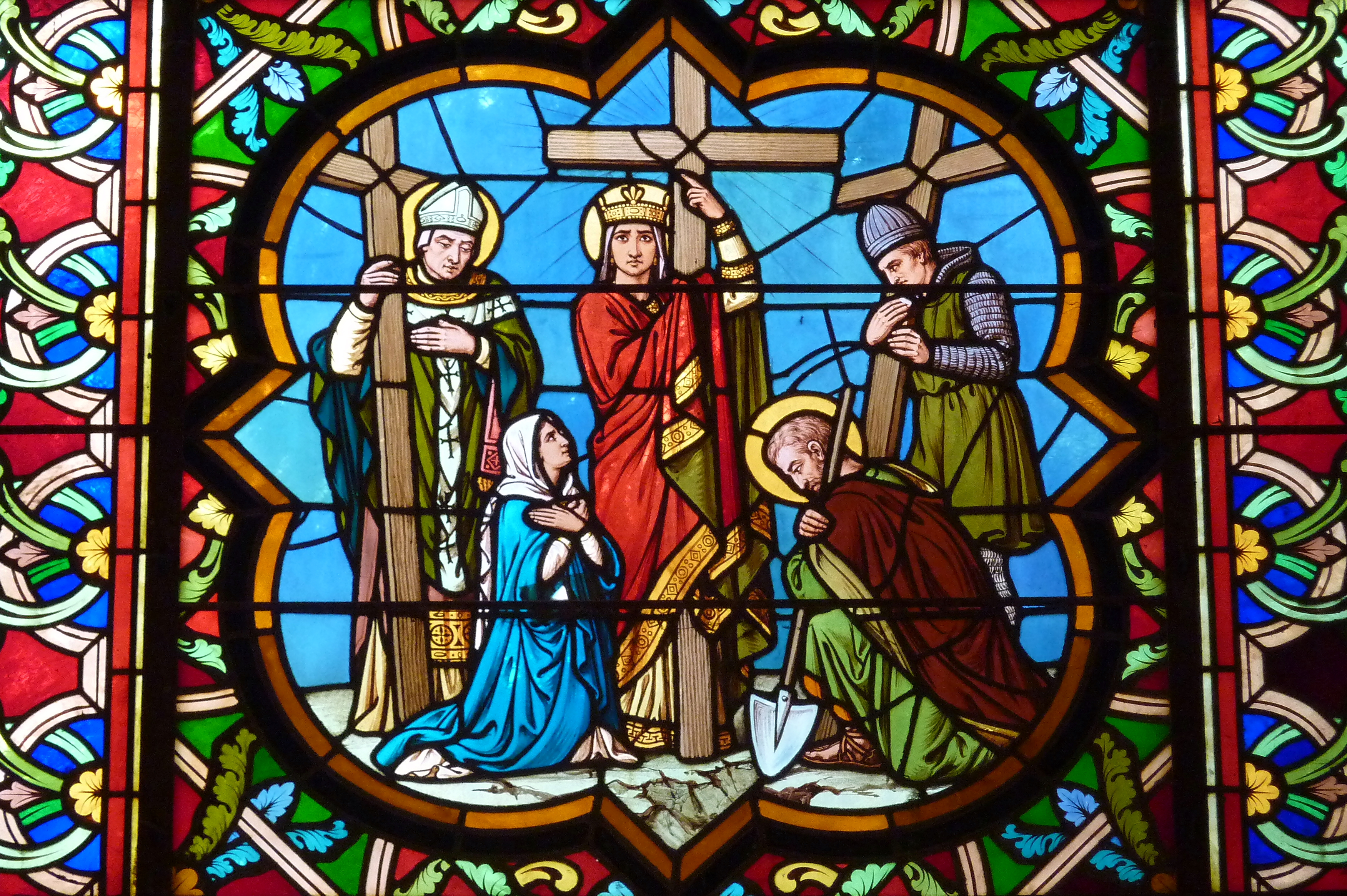
Judas Cyriacus hilft der heiligen Helena, das Kreuz Christi zu finden

Andere Fenster enthalten Szenen aus dem Marienleben und dem Leben Josephs. Ein Fenster ist dem heiligen Theobald von Provins (Thibaut de Provins) gewidmet, dem Schutzpatron der nicht mehr erhaltenen Kirche in der Oberstadt von Provins.

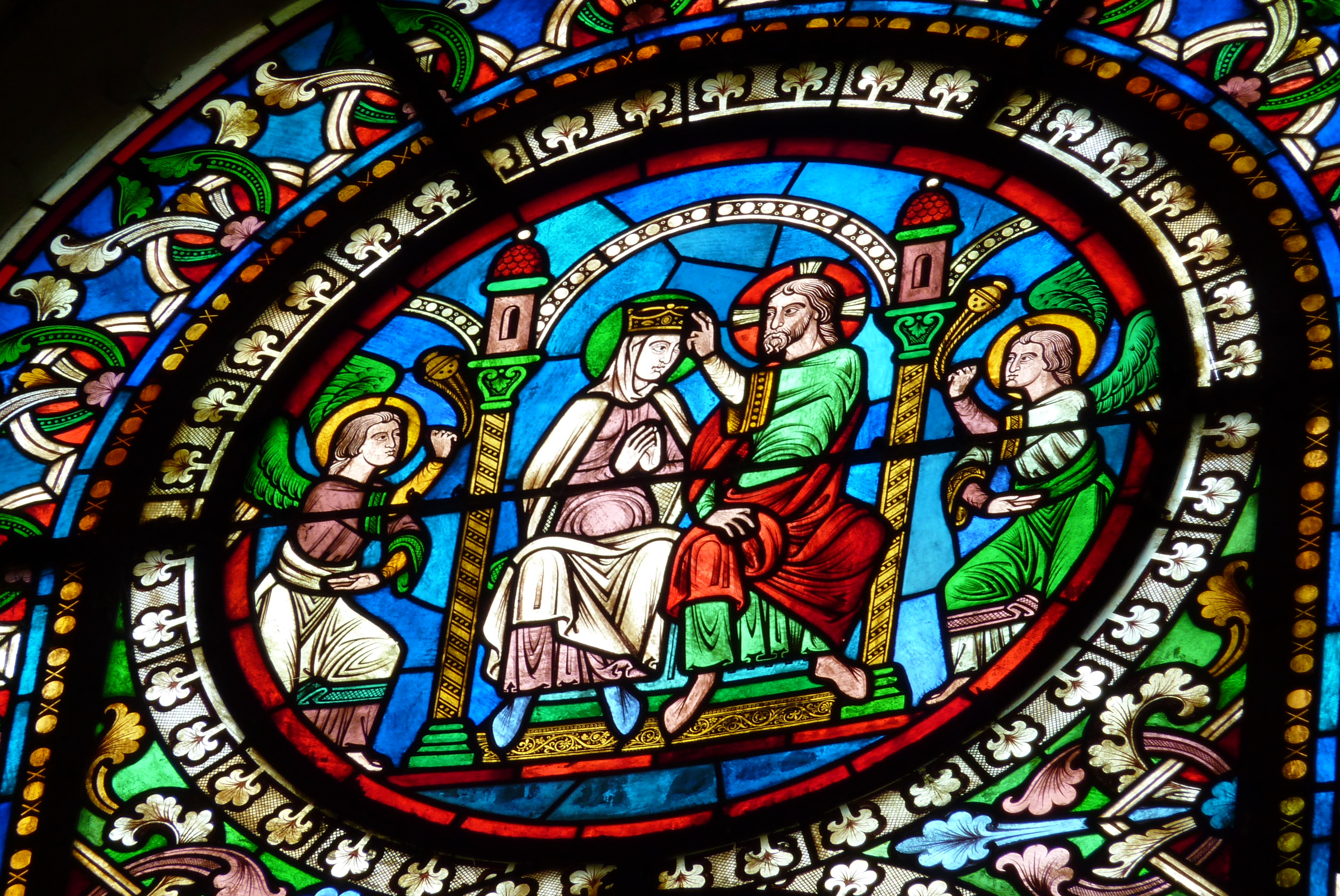
Marienkrönung
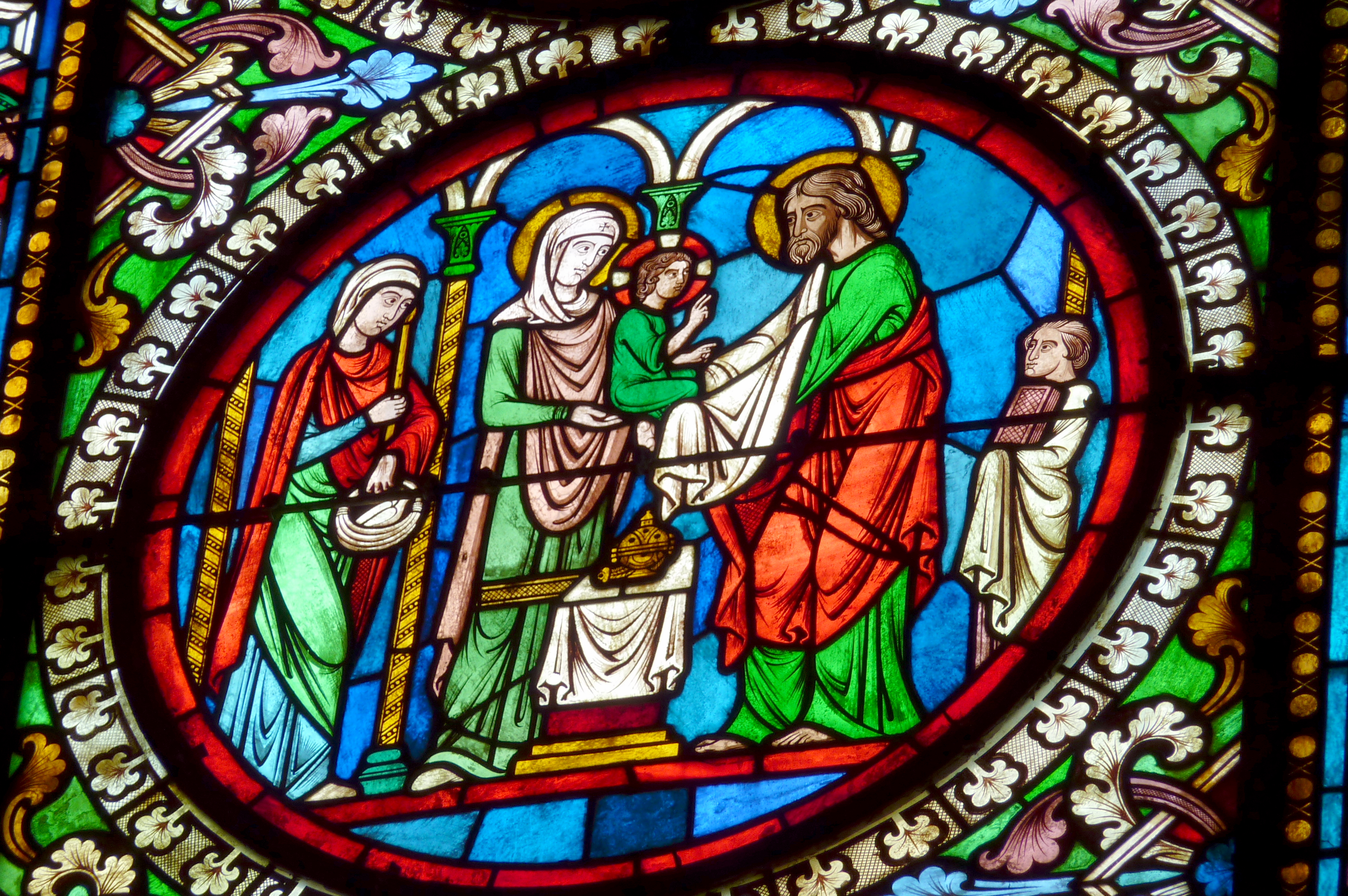
Präsentation Jesu im Tempel
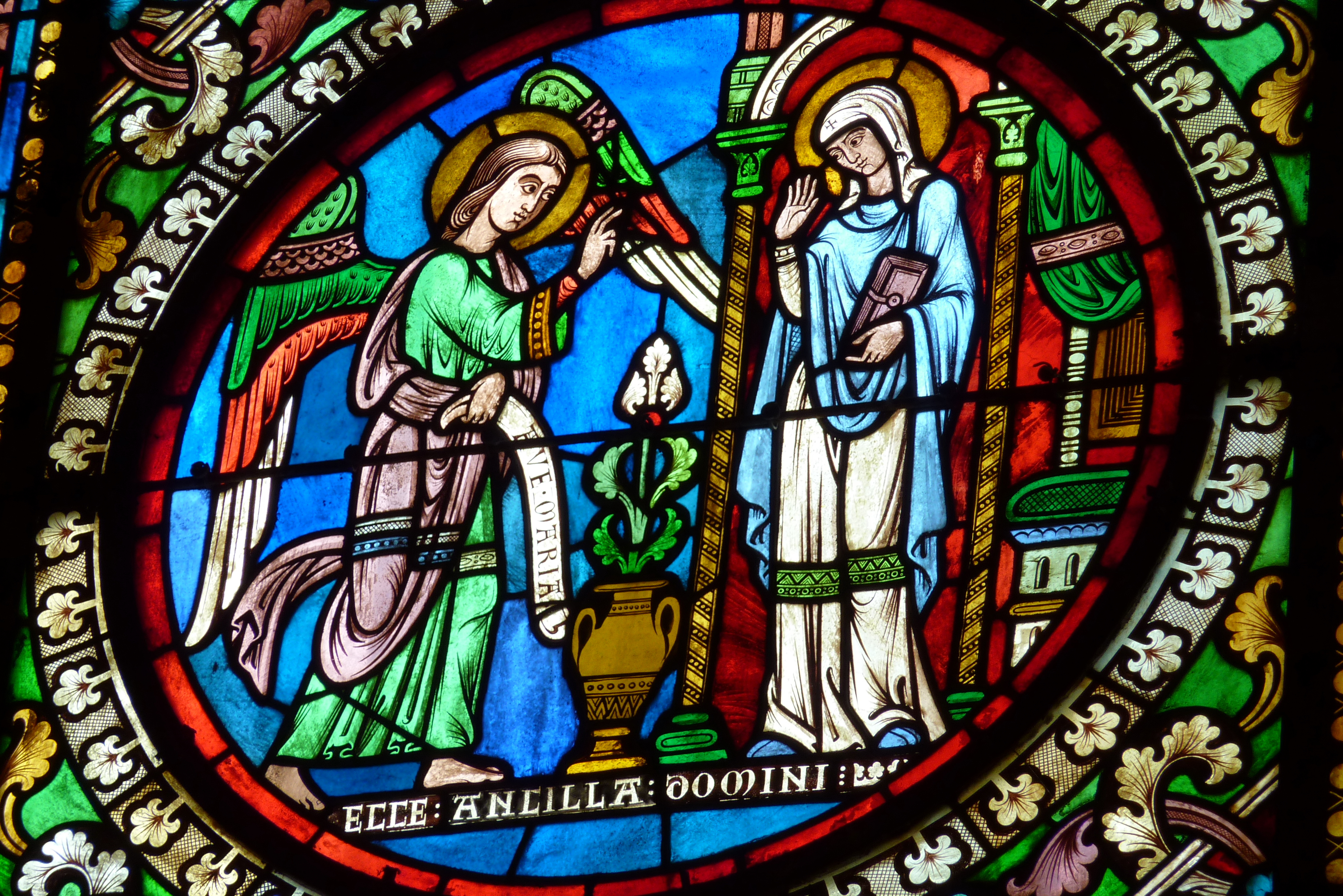
Verkündigung
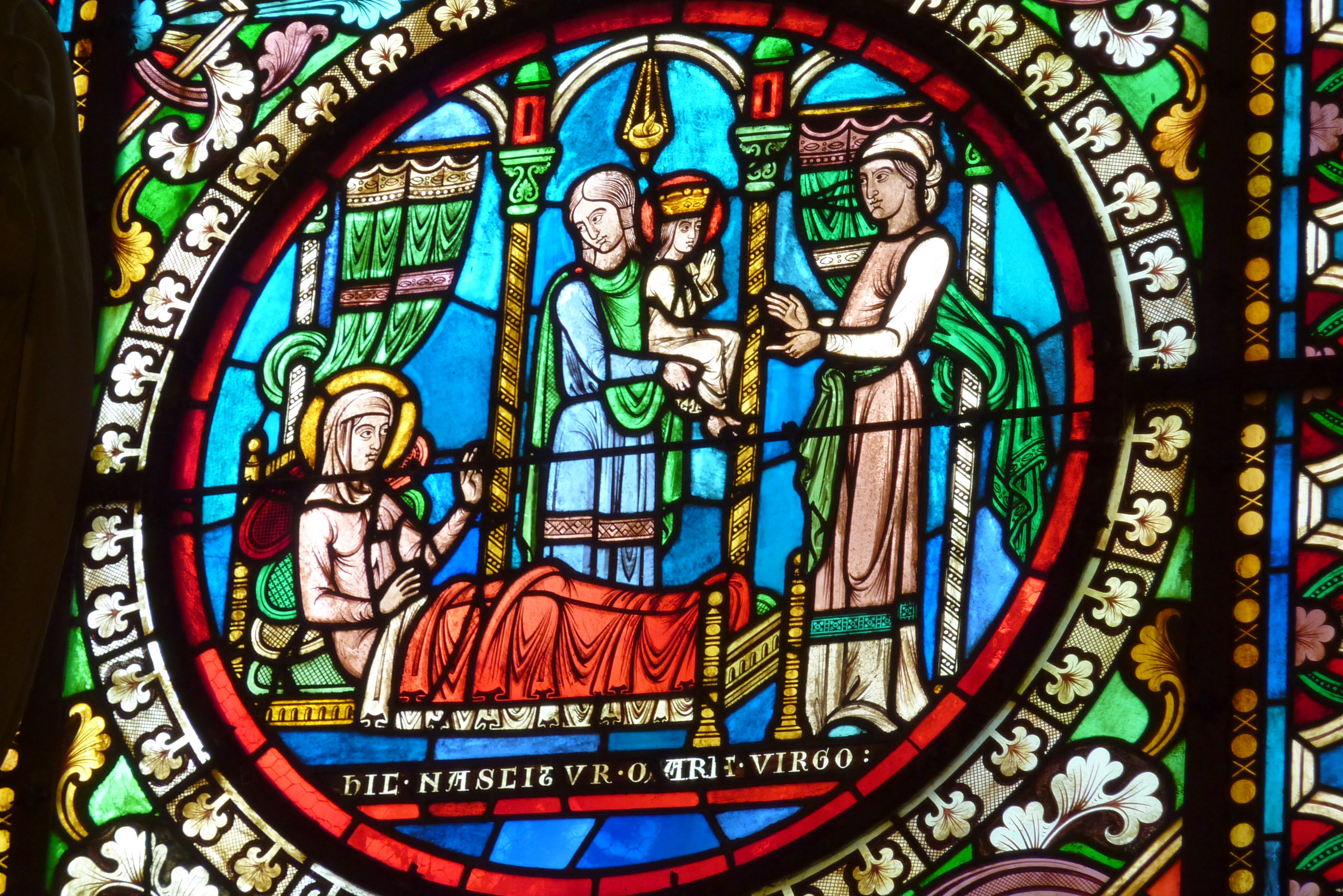
Geburt Mariens

## Ausstattung

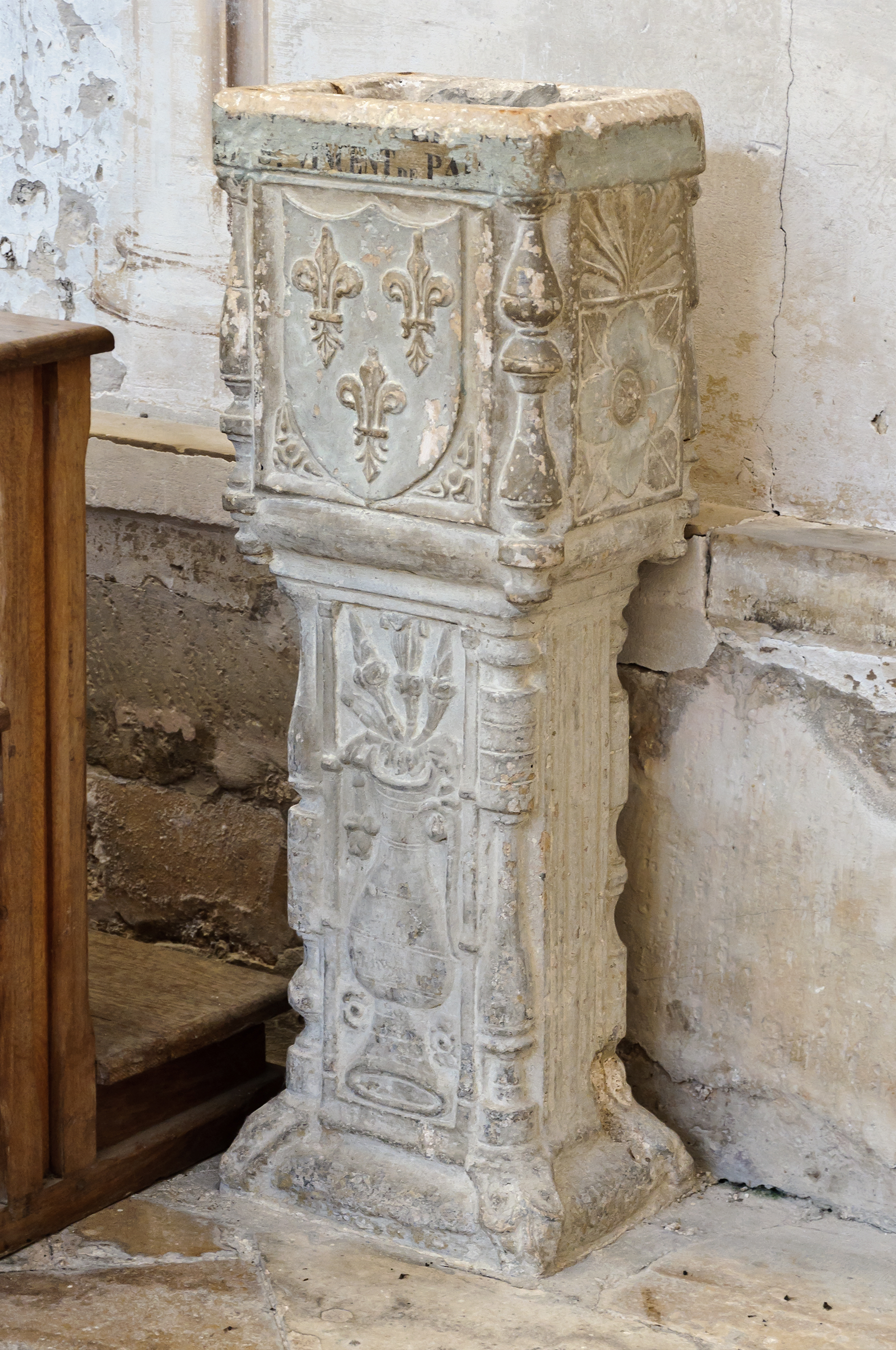
Opferstock

- Der Opferstock stammt aus dem 16. Jahrhundert. Er ist mit einer Blumenvase und drei stilisierten Lilien, dem (damaligen) Wappen Frankreichs, verziert (Monument historique (Objekt) seit 1840[3]).
- Die 52 Chorstühle wurden im 18. Jahrhundert geschaffen (Monument historique (Objekt) seit 1977[4]).
- Das Chorgitter stammt von 1767 (Monument historique (Objekt) seit 1906[5]).